# Chicago Spurs
El Chicago Spurs fou un club de futbol estatunidenc de la ciutat de Chicago, Illinois.

## Història
El club jugà a la National Professional Soccer League (NPSL) el 1967. Amb la fusió de la NPSL i la North American Soccer League per formar al NASL, el club es traslladà a Kansas City esdevenint Kansas City Spurs, mentre a Chicago romangué el Chicago Mustangs.

## Temporades
Font:
| Any  | Lliga | G  | P  | E  | Pts | Temp. regular        | Playoffs       |
| ---- | ----- | -- | -- | -- | --- | -------------------- | -------------- |
| 1967 | NPSL  | 10 | 11 | 11 | 142 | 3r, Western Division | No classificat |